# Les Aujoulets
 (décembre 2018).
Les Aujoulets est un hameau de la commune de Seysses situé dans le département de la Haute-Garonne et la région Occitanie.

## Géographie

### Localisation
Le hameau est situé à 4 km à l'ouest de la ville de Seysses, à 6 km à l'est de Saint-Lys et 2,5 km au sud d'Aygolounguo.
| Fonsorbes  | Aygolounguo | Frouzins |
| Saint-Lys  | Aujoulets   | Seysses  |
| Cambernard | Lamasquère  | Muret    |

### Géologie et relief
Le hameau est situé à une altitude de 178 mètres.

### Hydrographie
Le Touch passe à 1,4 km à l'ouest du hameau.

## Histoire
Les Aujoulets possédait une école primaire qui a fermée le 31 aout 2005.

## Population et société

### Activités sportives et culturelles
Centre équestre, salle festive,